# Adolf Uunona
Adolf Hitler Uunona is een Namibiaanse anti-apartheidactivist en politicus. Hij is sinds 2004 raadslid bij de politieke partij SWAPO en sinds 2010 een regionale vertegenwoordiger van de kieskring Ompundja in de bestuurlijke regio Oshana. In de Ompundjaanse verkiezingen in 2020 heeft hij met een meerderheid van 84,88% van de stemmen gewonnen.
Uunona heeft openlijk afstand genomen van zijn naamgenoot Adolf Hitler. Namibië is een voormalige Duitse kolonie waar Duitstalige namen vaker voorkomen. Volgens Uunona wist zijn vader waarschijnlijk niet wie Adolf Hitler was toen hij zijn zoon deze naam gaf. Uunona noemt zichzelf Adolf Uunona en staat op kieslijsten vermeld als Adolf H. Uunona.